# Гальюес
Гальюес, Галосе (ісп. Gallués, баск. Galoze) — муніципалітет в Іспанії, у складі автономної спільноти Наварра. Населення — 99 осіб (2009).
Муніципалітет розташований на відстані близько 340 км на північний схід від Мадрида, 45 км на схід від Памплони.
На території муніципалітету розташовані такі населені пункти: (дані про населення за 2009 рік)
- Гальюес: 9 осіб
- Ісіс: 17 осіб
- Ісаль: 35 осіб
- Ускаррес: 38 осіб

## Демографія
Динаміка населення (INE ):

## Галерея зображень

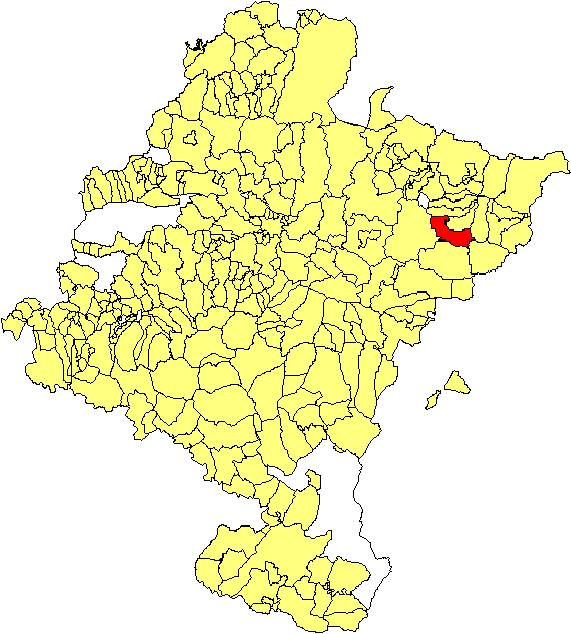
Розташування муніципалітету